# Atlantic City (Nova Jersey)
Atlantic City és una població dels Estats Units a l'estat de Nova Jersey. Segons el cens del 2008 tenia 35.770 habitants.

## Demografia
Segons el cens del 2000, Atlantic City tenia 40.517 habitants, 15.848 habitatges, i 8.700 famílies. La densitat de població era de 1.378,3 habitants/km².
Dels 15.848 habitatges en un 27,7% hi vivien nens de menys de 18 anys, en un 24,8% hi vivien parelles casades, en un 23,2% dones solteres, i en un 45,1% no eren unitats familiars. En el 37,2% dels habitatges hi vivien persones soles el 15,4% de les quals corresponia a persones de 65 anys o més que vivien soles. El nombre mitjà de persones vivint en cada habitatge era de 2,46 i el nombre mitjà de persones que vivien en cada família era de 3,26.
Per edats la població es repartia de la següent manera: un 25,7% tenia menys de 18 anys, un 8,9% entre 18 i 24, un 31% entre 25 i 44, un 20,2% de 45 a 60 i un 14,2% 65 anys o més.
L'edat mediana era de 35 anys. Per cada 100 dones de 18 o més anys hi havia 93,2 homes.
La renda mediana per habitatge era de 26.969 $ i la renda mediana per família de 31.997 $. Els homes tenien una renda mediana de 25.471 $ mentre que les dones 23.863 $. La renda per capita de la població era de 15.402 $. Aproximadament el 19,1% de les famílies i el 23,6% de la població estaven per davall del llindar de pobresa.

## Poblacions més properes
El següent diagrama mostra les poblacions més properes.

## Galeria de fotos

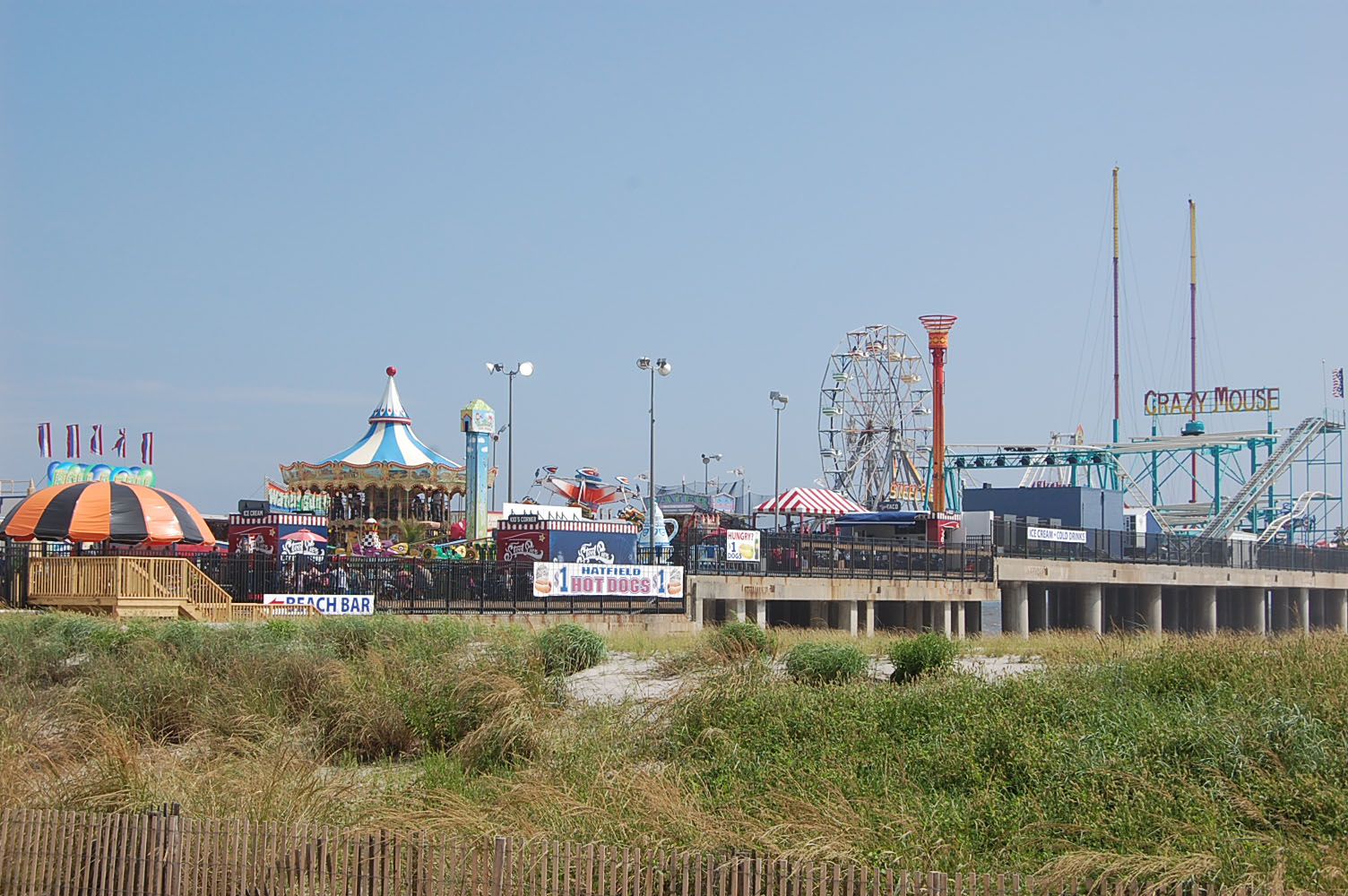
Parc d'atraccions a la platja d'Atlantic City, NJ
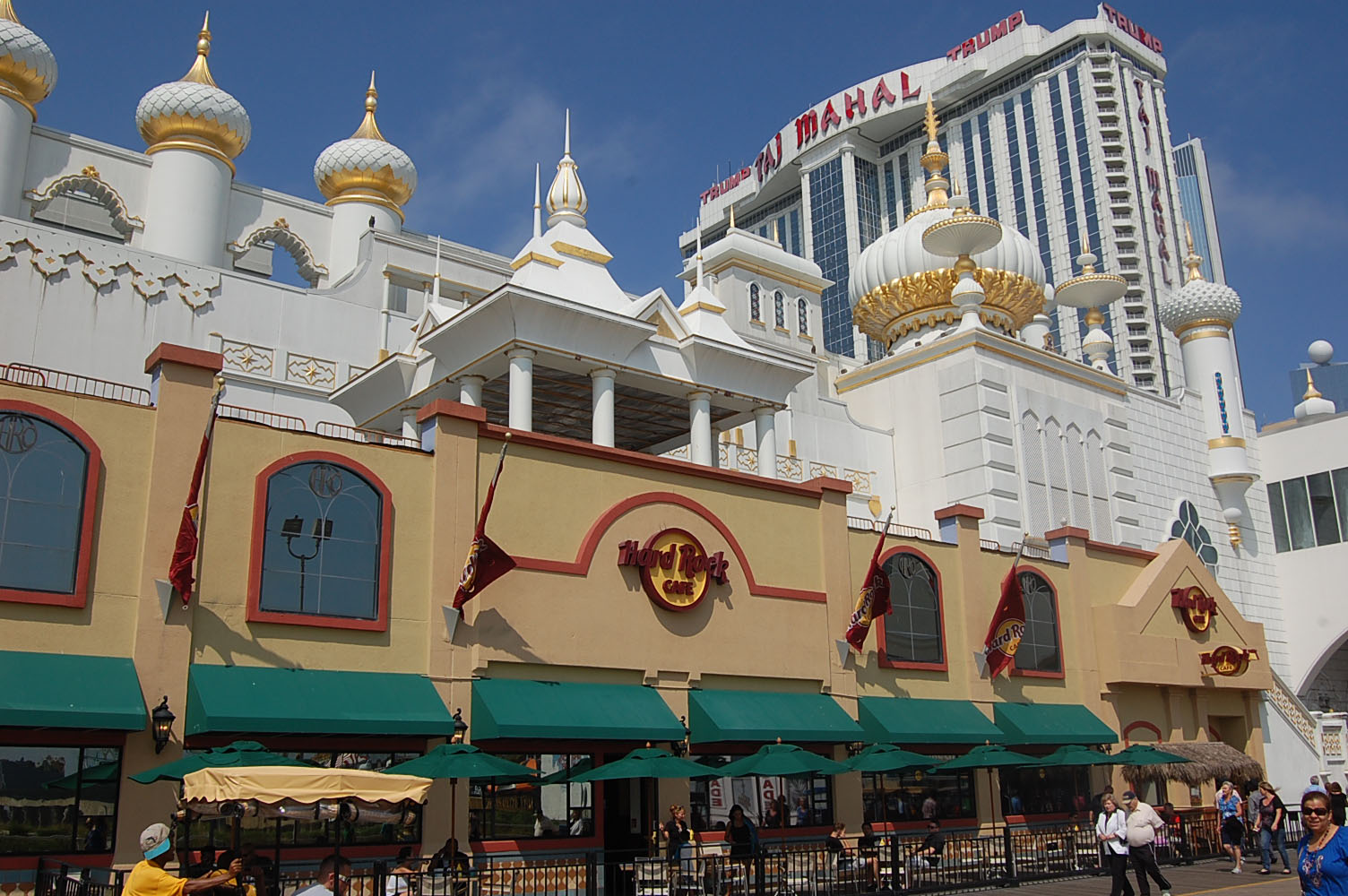
Hotel Taj Mahal a Atlantic City, NJ
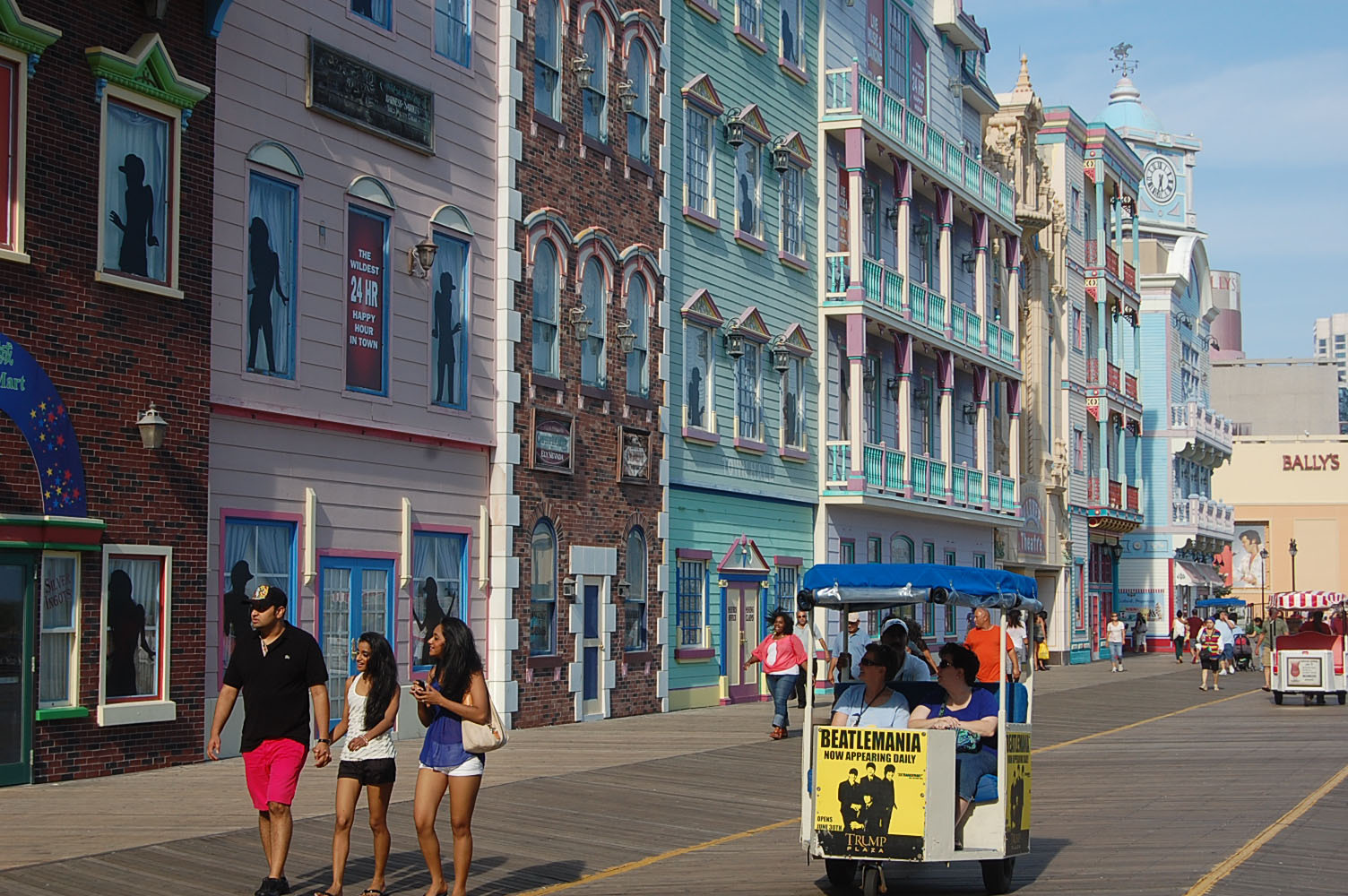
Servei de Transport als casinos d'Atlantic City, NJ